# Trebejov (przystanek kolejowy)
Trebejov – stacja kolejowa znajdująca się we wsi Trebejov w kraju koszyckim na linii kolejowej nr 180 na Słowacji.